# Amadeu Roca
Amadeu Roca Pujol és un organista català. Nascut l'any 1926 a Sarrià i format a l'Escolania de Montserrat. Ha estat organista de l'església dels Caputxins de Sarrià fins al 2017. A banda de l'acompanyament de la litúrgia, acostumava a cloure les celebracions amb la interpretació d'obres de repertori de concert, de compositors com Johann Sebastian Bach, Wolfgang Amadeus Mozart o del Pare Robert de la Riba, organista titular de l'església dels caputxins de la Mare de Déu de Pompeia.
Va mantenir una estreta amistat amb el mestre Orguener Gabriel Blancafort.
Morí l'octubre de 2019.